# 서울강솔초등학교
서울강솔초등학교는 대한민국 서울특별시 강동구에 있는 공립 초등학교이다.

## 연혁
- 2017년 3월 1일 : 개교
- 2019년 2월 15일 : 제2회 졸업식
- 2027년 3월 1일 : 개교 10주년

## 참고 자료
- 서울강솔초등학교 - 한국교육학술정보원 학교알리미